# Přestanov
Přestanov (en allemand : Priesten, auparavant Pristen) est une commune du district et de la région d'Ústí nad Labem, en Tchéquie. Sa population s'élevait à 453 habitants en 2021.

## Géographie
Přestanov se trouve à 10 km à l'ouest-nord-ouest d'Ústí nad Labem et à 78 km au nord-ouest de Prague.
La commune est limitée par Chlumec au nord et à l'est, par Chabařovice au sud-est et au sud, et par Krupka à l'ouest et au nord.

## Histoire
La première mention écrite de la localité date de 1348.

## Transports
Par la route, Přestanov se trouve à 9 km d'Ústí nad Labem et à 93 km de Prague.